# Baldiri Alavedra
Baldiri Alavedra Pla (Gavà, 21 de fevereiro de 1944 - 13 de abril de 2020) foi um futebolista espanhol que atuava como meio-campo.

## Carreira
Nascido em Gavà, Alavedra atuou como meio-campista pelos times Condal, Sabadell, Xerez, Terrassa, Gramenet e Gavà.
Entre 1963 e 1967, disputou nove partidas amistosas jogando pelo Barcelona B.

## Morte
Morreu em 13 de abril de 2020, aos 76 anos, de COVID-19 durante a pandemia de coronavírus de 2020 na Espanha.